# Église Saint-Georges de Lorcé
Pour les articles homonymes, voir Église Saint-Georges.
L'église Saint-Georges est un édifice religieux situé dans le village de Lorcé faisant partie de la commune belge de Stoumont en province de Liège. 

## Localisation
L'église se trouve dans le village ardennais de Lorcé au sommet d'une petite butte située au nord de la localité..

## Historique
L'église actuelle a été réalisée en 1682 en remplacement d'un édifice antérieur. Elle devient paroissiale en 1803 et est restaurée en 1854. 

## Description
Bâtie en pierres de schiste issues de la région, l'église se compose d'une tour massive, d'une nef de trois travées percée de baies cintrées et d'un chevet à trois pans coupés flanqué d'une sacristie du côté est. Deux petites tourelles rondes se dressent aux angles entre la tour et la nef. La toiture est couverte d'ardoises. En outre, la tour comprend un portail d'entrée cintré, un oculus et une toiture peu pentue surmontée d'un coq en girouette. Les fonts baptismaux datent du XIVe siècle. L'église est entourée d'un cimetière ceint d'un muret de grès.

## Classement
L'ensemble formé par l'église Saint-Georges et ses abords est repris depuis le 17 octobre 1977 sur la liste du patrimoine immobilier classé de Stoumont.

## t lien externe
- « Eglise Saint-Paul de Rahier - Ourthe Vesdre Amblève », sur ovatourisme.be via Wikiwix (consulté le 5 octobre 2023)